# Дюперрон Георгій Олександрович
Гео́ргій Олекса́ндрович Дюперро́н (рос. Георгий Александрович Дюперрон; нар. 1877 — пом. 1934) — російський спортивний діяч, популяризатор спорту, зокрема футболу в Російській імперії. Перший футбольний суддя в Росії. Уперше переклав правила футболу на російську мову.
Німець за походженням. У 1900—1905 роках видавав журнал «Спорт».
Організатор перших російських футбольних команд у Петербурзі.
На Олімпійських іграх 1912 року був тренером збірної Російської імперії на турнірі з футболу.
Після жовтневого перевороту обіймав відповідальні посади в органах Всевобуча. Організатор перших чемпіонатів Ленінграду. Працював у науково-дослідницькому інституті фізкультури та ЛДОІФК ім. Лесгафта (почав викладати у 1903). Автор багатьох праць з історії та методики спортивних ігор.
Добре володів англійською, німецькою та французькою мовами.